# カナリア属
カナリア属（カナリアぞく、Serinus）は、鳥綱スズメ目アトリ科に分類される属。

## 分類
2012年に発表されたアトリ科93種のミトコンドリアDNA・核DNAの分子系統解析から本属は旧マヒワ属（ヒワ属）Carduelisの内群に含まれる多系統群であるという解析結果が得られ、本属および本属を含まない旧マヒワ属の単系統性は支持されなかった。そのため本属および旧マヒワ属を細分化し、本属の多くの構成種をCrithagra属（1属1種だったキンエリヒワも含む）に、チベットヒワSerinus thibetanusをマヒワなどが含まれるSpinus属に、ハグロヒワSerinus estheraeを1種のみでChrysocorythus属に分割する説が提唱された。
以下の分類はClements Checklists ver. 2015・IOC World Bird List(v 7.2)、和名は山階(1986)、英名はIOC World Bird List(v 7.2)に従う。模式種はセリン
- Serinus alario クリチャヒワ Black-headed canary
- Serinus canaria カナリア Atlantic canary
- Serinus canicollis キガシラカナリア Cape canary
- Serinus flavivertex Yellow-crowned canary
- Serinus nigriceps ズキンヒワ Ethiopian siskin
- Serinus pusillus ベニヒタイセリン Red-fronted serin
- Serinus serinus セリン European serin
- Serinus syriacus シリアセリン Syrian serin